# El Carmen (Pijijiapan)
El Carmen es una localidad del estado mexicano de Chiapas. Es parte del municipio de Pijijiapan.

## Demografía
| Gráfica de evolución demográfica |
|                                  |

| Censo | Población |
| ----- | --------- |
| 1940  | 163       |
| 1950  | 179       |
| 1960  | 1 175     |
| 1970  | 930       |
| 1980  | 1 520     |
| 1990  | 1 401     |
| 2000  | 1 249     |
| 2010  | 1 416     |
| 2020  | 1 412     |